# Feroxichthys
Feroxichthys è un genere di pesci ossei estinti, appartenente ai colobodontidi. Visse nel Triassico medio (Anisico, circa 244 milioni di anni fa) e i suoi resti fossili sono stati ritrovati in Cina.

## Descrizione
Questo pesce era di medie dimensioni, e raggiungeva i 35 centimetri di lunghezza. Generalmente, l'aspetto assomigliava a quello del ben noto genere Colobodus. Il muso della specie tipo, Feroxichthys yunnanensis, era smussato, e il corpo fusiforme terminava in una pinna caudale corta ed eterocerca, che iniziava appena dopo l'origine delle pinne pelviche. La caratteristica principale di Feroxichthys era data dalla presenza di lunghi denti anteriori a forma di piolo, più lunghi e robusti di quelli degli altri colobodontidi. Il cranio era fortemente ornamentato da tubercoli di ganoina e da alcune strie. Le premascelle erano fuse, ed erano presenti sette paia di raggi branchiostegali. La specie F. panzhouensis, invece, era caratterizzata da denti anteriori più lunghie prominenti e soprattutto da un corpo più corto e alto, con una sorta di "gobba" postcraniale.

## Classificazione
Feroxichthys è un rappresentante dei colobodontidi, un gruppo di pesci attinotterigi tipici del Triassico, un tempo classificati tra i perleidiformi (ora considerato un gruppo parafiletico). In particolare, sembra che Feroxichthys fosse un colobodontide arcaico, in una posizione più basale rispetto a Colobodus e Crenilepis.

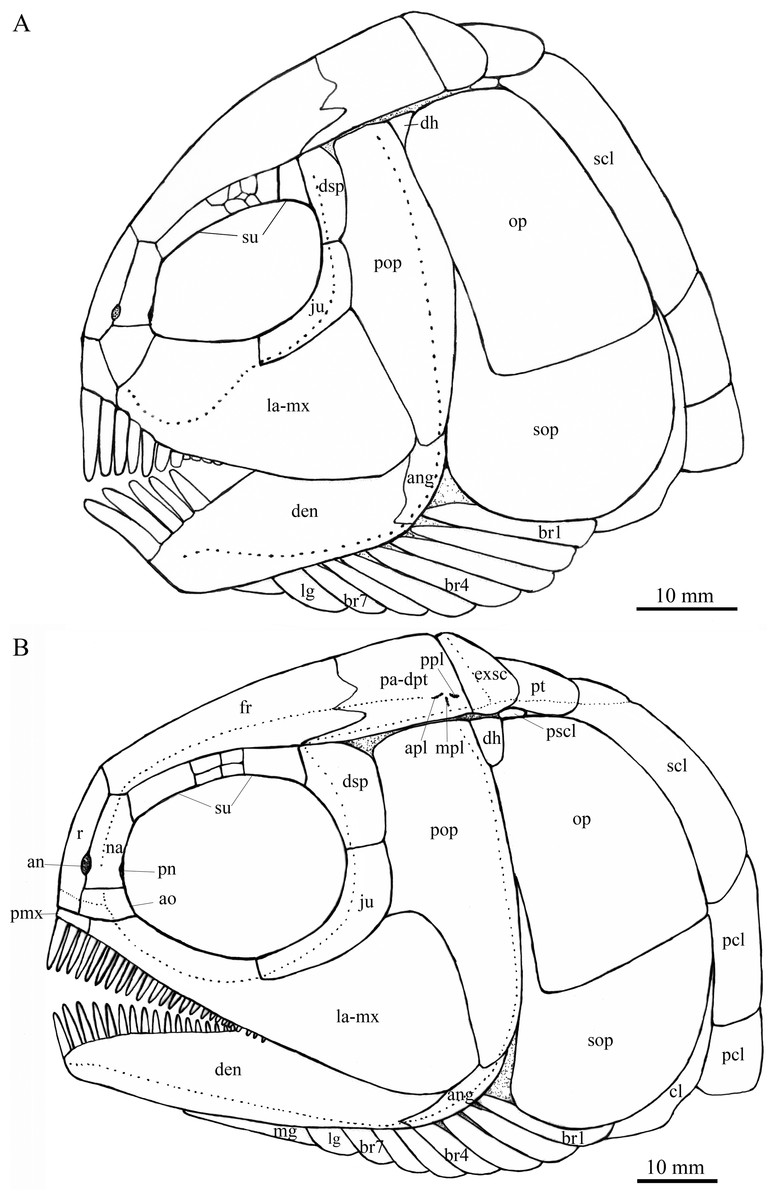
Ricostruzione dei crani delle due specie di Feroxichthys

Feroxichthys yunnanensis venne descritto per la prima volta nel 2020, sulla base di un esemplare ben conservato ritrovato nella formazione Guanling nella zona di Luoping (provincia di Yunnan, Cina).

## Paleoecologia
Feroxichthys yunnanensis era un pesce che viveva in un mare basso e costiero. Le potenti mascelle e la dentatura posteriore indicano che questo pesce doveva essere durofago; i lunghi denti anteriori a forma di piolo consentivano all'animale di catturare le prede, che poi venivano processate grazie all'azione triturante dei denti posteriori. F. panzhouensis doveva invece vivere in ambienti di scogliera, e la sua dieta doveva essere durofaga.